# Manuel de la Ballina
Manuel Isidoro de la Ballina (1750-1812) fue un arquitecto español.

## Biografía
Nacido en 1759, fue discípulo de Juan de Villanueva, y entre sus obras más destacadas se encuentra la Real Fábrica de Tabacos (la Real Fábrica de Aguardientes y Naipes) en Madrid 1792, así como la iglesia de los Padres Agonizantes en la calle de Fuencarral en 1803. Estuvo muy vinculado al entorno del arquitecto Francesco Sabatini. Su padre era el también arquitecto Josepf de la Ballina, con el que colaboró profesionalmente en algún momento de su vida. Escribió un libro en 1802 titulado Reglas para tasar con exactitud y conocimiento la habitacion de una casa, alguna parte de ella, ó piezas que se le aumenten ó quiten, adicionadas con las tablas de los sólidos mas comunes de la cantería (1802). Falleció el 2 de noviembre de 1812.